# Mens- en Biosfeerprogramma

Logo van UNESCO's Mens- en Biosfeerprogramma (MAB).

Het Mens- en Biosfeerprogramma (Engels: Man and the Biosphere Programme (MAB); Frans: Programme sur l'homme et la biosphère) is een in 1971 opgezet programma van UNESCO, met als doel "nieuwe wetenschappelijke kennis voor een evenwichtige relatie tussen de mens en zijn natuurlijke leefomgeving" op te doen. In het programma is een netwerk van biosfeerreservaten opgenomen. Ze komen overeen met natuurerfgoederen, maar laten ook culturele elementen zien. De gebieden worden op een duurzame manier ontwikkeld en de beschermingsmaatregelen worden op een traditionele wijze uitgevoerd. De interactie tussen de mens en de natuur en de ontwikkeling van het gebied staan hierin centraal. Anno 2015 vallen er 651 gebieden onder het MAB-netwerk, verdeeld over 120 landen. Vijftien van deze gebieden zijn internationaal en omvatten meer dan één land.

## Voordelen van de MAB-status
De voordelen van een status als biosfeerreservaat is dat er een netwerk ontstaat, waarbij gewerkt wordt met de lokale gemeenschappen. De mensen in het gebied worden betrokken bij zaken als duurzaam toerisme en educatie op het gebied van duurzame ontwikkeling. Bezoekers kunnen speciaal naar het gebied toekomen vanwege een status van biosfeerreservaat. De betrokkenheid die ontstaat bij lokale gemeenschappen creëert ook een soort trots, dat het gebied waar zij wonen van internationale betekenis is.

## Afbeeldingen

Wereldkaart die de verdeling van gebieden binnen het MAB-netwerk weergeeft.
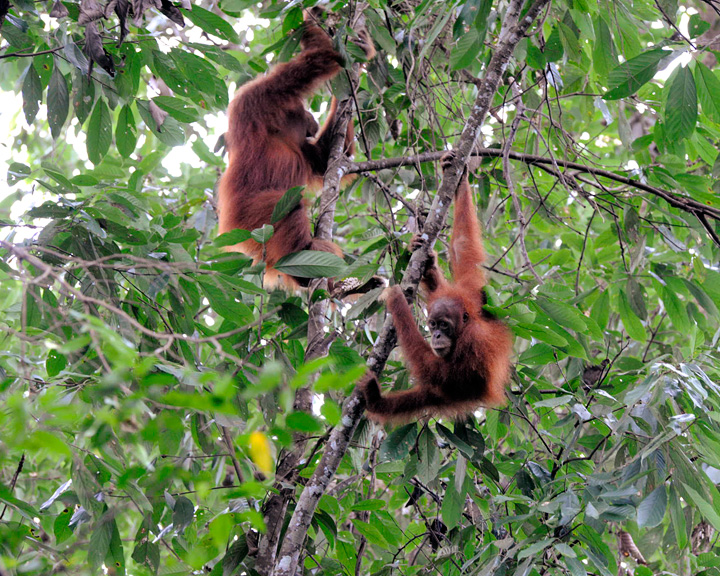
Sumatraanse orang-oetans (Pongo abelii) in het Biosfeerreservaat Gunung Leuser van Indonesië.
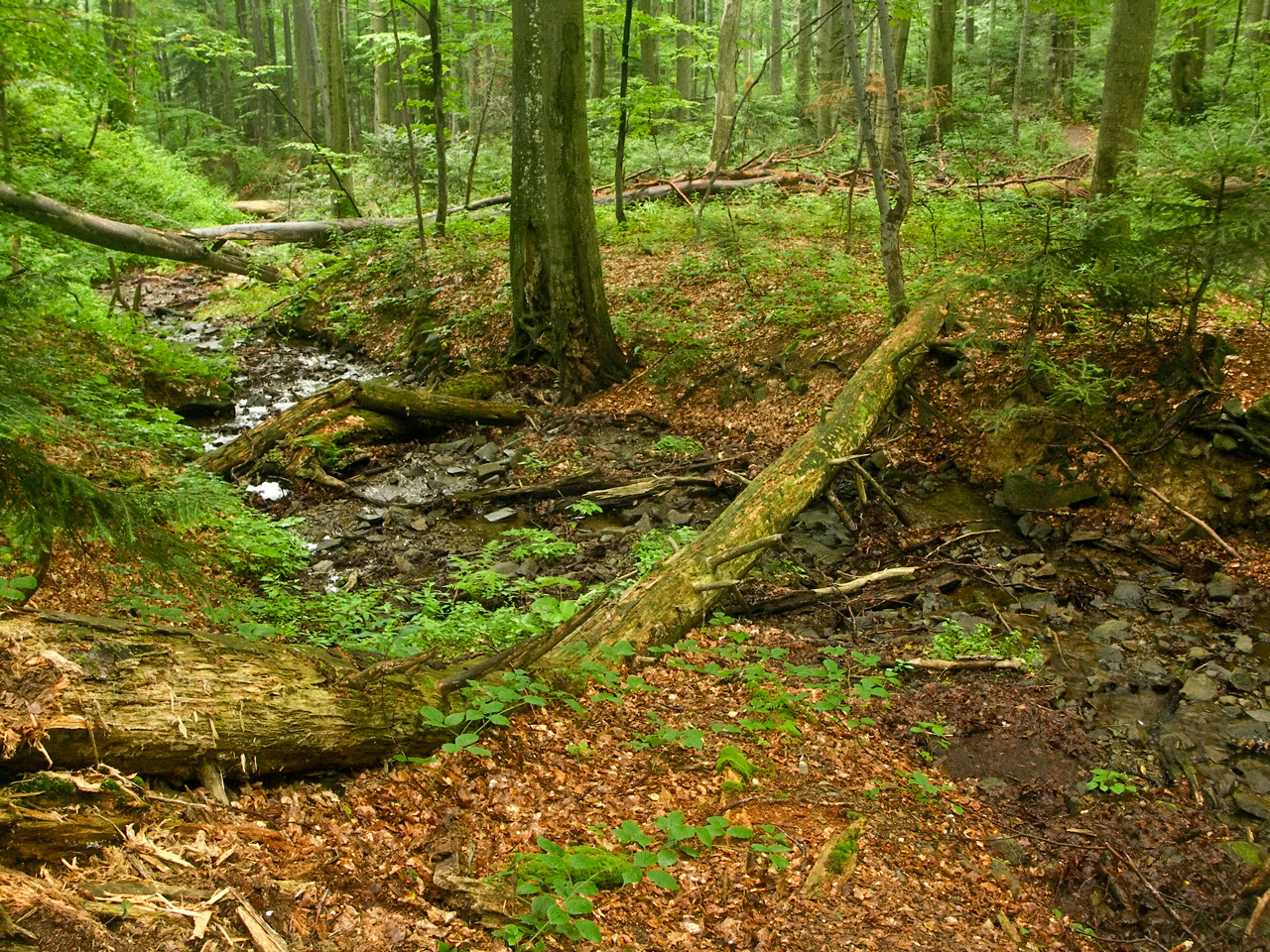
Primair beukenbos in het Slowaakse deel van het trilaterale Oost-Karpatisch Biosfeerreservaat.
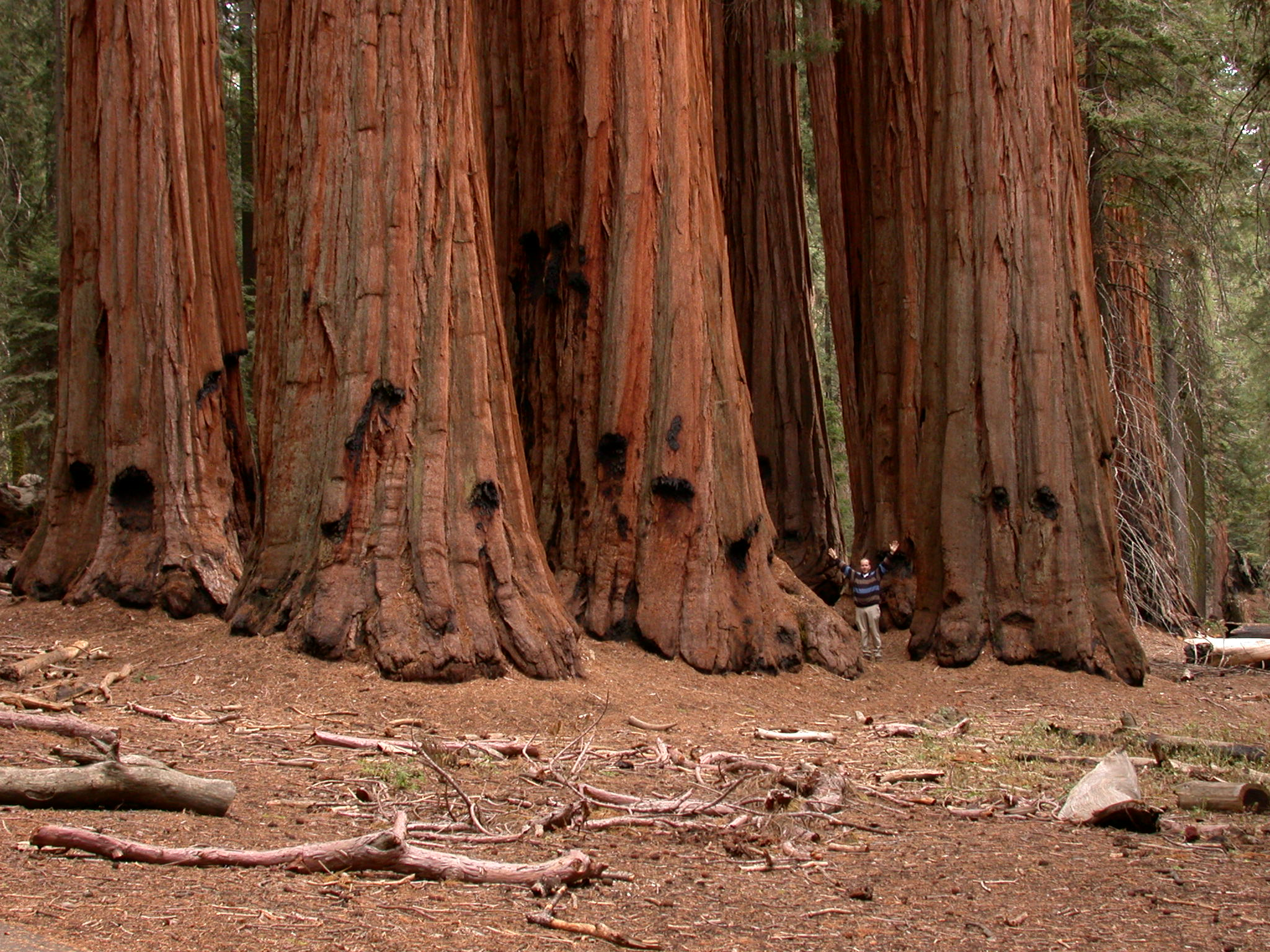
Mammoetbomen (Sequoiadendron giganteum) in het Nationaal Park Sequoia (MAB) in de Verenigde Staten.
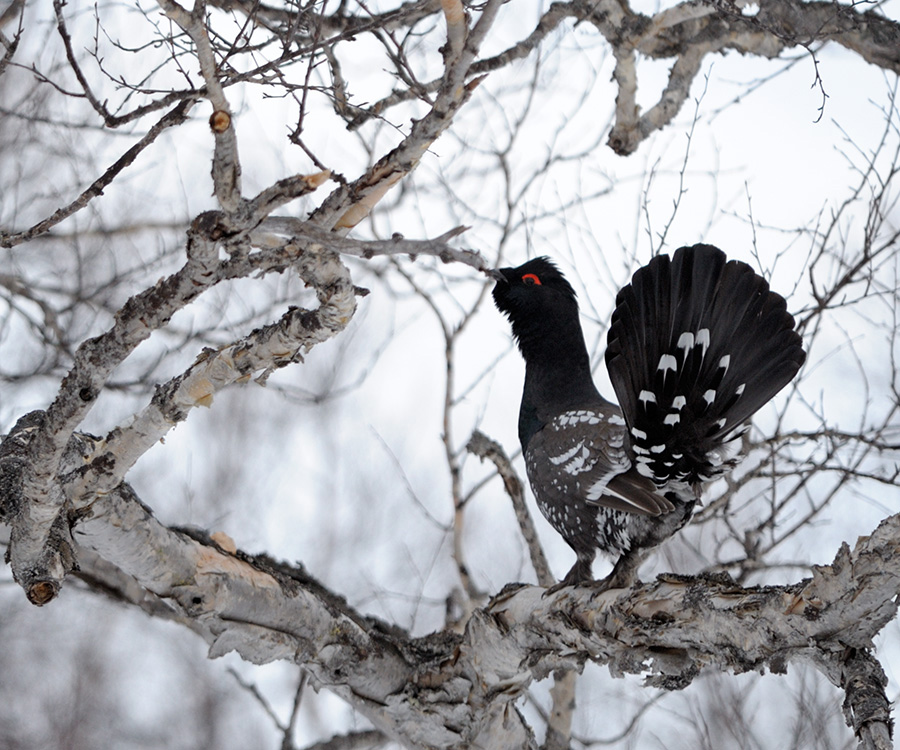
Rotsauerhoen (Tetrao urogalloides) in Biosfeerreservaat Kronotski van Rusland.
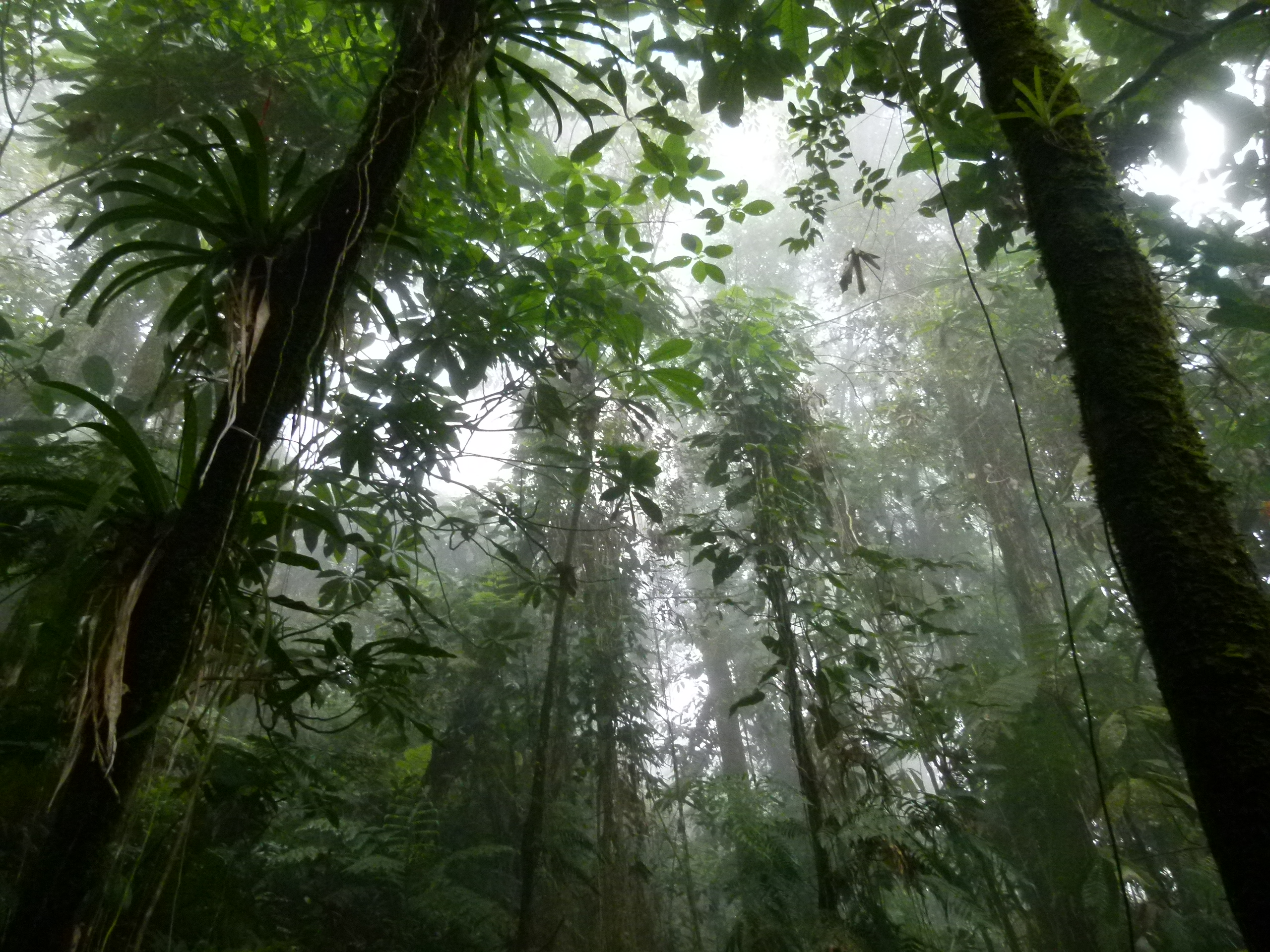
Nevelwoud in het Nationaal Park Sierra Nevada de Santa Marta (MAB) in Colombia.
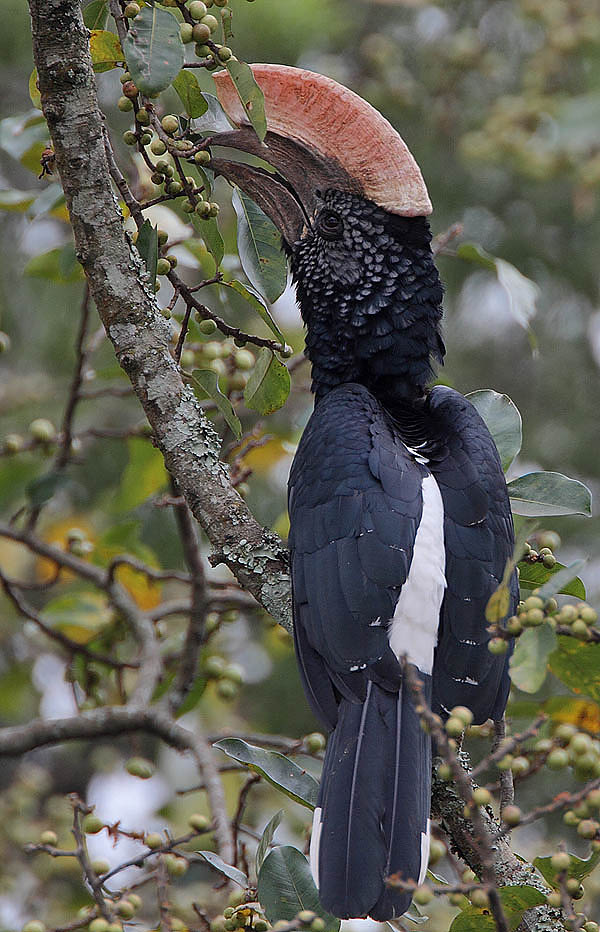
Een zilveroorneushoornvogel (Bycanistes brevis) op de beboste hellingen van Biosfeerreservaat Mount Kenya.